# Моравска архиепископија
Моравска архиепископија (лат. Sancta Ecclesia Marabensis) била је црквена покрајина коју је основала Света столица ради спровођења хришћанских мисија међу словенским народима. Први архиепископ био је Византинац Методије, који је убједио папу римског Јована VIII да одобри употребу словенског језика у литургији. Методија је за архиепископа панонског рукоположио папа римски Хадријан II на захтјев Коцеља, кнеза Доње Паноније у Источној Франачкој 870. године.
Методијевом именовању оштро су се противили баварски прелати, нарочито архиепископ салцбуршки и епископ пасауски, јер су мисионари из њихових епархија већ деценијама дјеловали на територији која је Методију била одређена, укључујући Панонију и Моравску. Методије је убрзо ухапшен и затворен. Ослобођен је тек 873. по налогу папе Јована VIII. Настанио се у Моравској, која се у наредној деценији за вријеме владавине Сватоплука појавила као водећа сила у средњој Европи. Међутим, већина свештеника, који су дошли из Источне Франачке, били су непријатељски настројени према архиепископу, који је увео византијске обичаје и промовисао употребу народног језика у Литургији. Оптужили су Методија за јерес, али је убјпедио папу у правовјерност својих ставова. Папа је такође учврстио Методијев положај, изјављујући да сви клирици у Моравској, укључујући и новопросвећеног епископа њитранског, треба да буду послушни Методију 880. године.
Методије је умро 6. априла 885. године. Епископ њитрански Вихинг који је увијек био непријатељски настројен према архиепископу, протјерао је његове ученике из Моравске. Нови архиепископ није именован, а Вихинг, који је остао једини прелат са пријестолом у Моравској, преселио се у Источну Франачку почетком 890-их. Црквена јерархија у Моравској је обновљена тек када су легати папе Јоване IX рукоположили једног архиепископа и три епископа око 899. године. Међутим, Мађари су заузели Моравску у првој деценији 10. вијека.

## Поријекло
Аварски каганат, доминантна сила средње Европе у раном средњем вијеку, имао је пресудан утицај на начин живота сусједних словенских владара. Моћ Авара је опала након што су Франци покренули војне походе на западне територије Каганата 790-их. На синоду који је Пипин, син Карла Великог, одржао 796. епископи су донијели одлуке о неколико видова мисионарска у новоствореној Панонији. Пресудили су да мјесни хришћани који су правилно крштени (у име Свете Тројице) не смију бити поново крштени за разлику од оних који нису правилно примили крштење.
Карло Велики је подијелио новоосвојену територију дуж ријеке Драве између Епархије салцбуршке и Аквилејске патријаршије 796. или 797. године, при чему су Салцбургу припале земље сјеверно од ријеке. Салцбуршка катедра постала је архиепископија 789, са пет суфраганских епархија, укључујући Епархију пасауаску. Међу Словенима у Карантанији нарочито су активни били мисионари из Салцбурга; клирици које су слали епископи пасауски дјеловали су првенствено у Моравској.
Архиепископ салцбуршки Адалрам између 821. и 836, према  (извјештај, написан око 870, о мисионарској дјелатности салцбуршких клирика) посветио је цркву за Прибину „на његовом имању у мјесту преко Дунава, званом Њитрава”. Историчари датирају овај догађај између 828. и 832, али је Прибина крштен у Каролиншком царству тек након што га је моравски кнез Мојмир I протјерао из његове домовине око 833. године. Прибина се настанио у Панонији, гдје је крајем 830-их добио обимне посједе. Блиско је сарађивао са архиепископом салцбуршким Лиупрамом, који је између 850. и 859. освештао цркве у Мосабургу, Птују, Печују и другим панонским насељима.
Notae de episcopis Pateviensibus биљежи да је епископ пасауски Регинар „покрстио све Морављане” 831. године. Међутим, 21 годину касније, прелати у Источној Франачкој су и даље сматрали моравско хришћанство „простим”. У Житијама Методија помиње се да су у Моравској „између Италијана, Грка и Нијемаца”, дошли „многи хришћански учитељи” или мисионари, који су на „разне начине” поучавали овдашње хришћане. У Житијама Константина Филозофа се истиче да њемачки мисионари „нису забрањивали ни приношење жртава по древном обичају, ни срамне бракове”.
Растислав, Мојмиров насљедник, Сватоплук, Растиславов нећак, и Коцељ, Прибинин син и насљедник, тражили су од Свете столице „учитеља” почетком 860-их, према писму Gloria in excelsis Deo, упитне вјеродостојности, које је забиљежено у Жутијама Методија и приписује се папи Хндријану II. Чак и ако је извјештај о захтјеву словенских кнежева поуздан, ипак нису добили одговор. Растислав је послао своје изасланике византијском цару Михаилу III, тражећи од њега мисионаре који би образовали мјесне свештенике у Моравској. Растиславов поступак показује да је желио да смањи утицај салцбуршког и пасауског свештенства у својој кнежевини.
Цар Михаило III је послао на Растиславов двор двојицу искусних дипломата и мисионара, Константина и Методија, синове солунског официра. Браћа су заједно са пратњом у Моравску стигла 863. и 864. године. Константин је преводио вјерске списе (прво Јеванђеље по Јовану) на старословенски, користећи ћирилично писмо које је осмислио за ту сврху. Употреба народног језика омогућила је мисионарима да убрзају образовање мјесних свештеника. Међутим, то је противрјечило тројезичности — прихватању грчког, латинског и хебрејског као светих језика — што је било преовлађујуће гледиште у западној Европи.
Три-четири године по њиховом доласку, Константин и Методије су напустили Моравску да би постигли посвећење својих ђака, јер нису знали који би епископи могли да рукополажу свештенике у Растиславовој кнежевини. Током путовања провели су неко вријеме у Панонији (у оквиру јурисдикције архиепископа салцбуршких) и подучавали „словенским словима” мјесног владар Коцеља и педесет нових ученика. Из Паноније су отишли у Венецију, гдје су се „епископи, свештеници и монаси окупили против [Константина] као гавранови против сокола”, осуђујући употребу словенске литургије, али је Константин бранио свој став, нарочито се осврћући на Прву посланицу Коринћанима апостола Павла. Навео је да необразовани Словени не би могли да разумију основне појмове хришћанства, ако им се оно представља на страном језику.
Пошто је сазнао за дјелатност браће, папа Никола I их је позвао у Рим. Или је желио да спријечи њихов повратак у Византију због сукоба са патријархом цариградским Фотијем или је одлучио да искористи мисионарску дјелатност браће како би спријечио ширење Салцбуршке катедре. У вријеме доласка Константина и Методија у Рим почетком 867, папа Никола је преминуо, али је његов насљедник папа Хадријан II одобрио коришћење књига које је Константин превео на словенски језик. Мадалена Бети претпоставља да је папа сматрао словенски језик као средство поучавања, ограничавајући употребу језика на мисионарску дјелатност. По папином наређењу, неки ученици Константина и Методија су рукоположени за свештеник или чтеце.
Константин је умро у Риму 14. фебруара 869, позивајући брата на самрти да не напушта мисију међу Словенима. Коцељ је послао своје изасланике у Рим, тражећи од папе Хадријана II да пошаље Методија у Панонију. У писму Gloria in excelsis Deo, упућеном Растиславу, Сватоплуку и Коцељу, папа је обавијестио тројицу словенских владара да је Методија поставио за папског легата, да би наставио мисију у њиховим областима. Папа је такође одобрио употребу словенске литургије. Методије је стигао у Панонију у љето или јесен 869. године.

## Историја

### Методије, епископ пријестола Светог Андроника
Као одговор на Коцељев захтјев, Методије се вратио у Рим, гдје је „рукоположен у Епархију панонску, у сједиште Светог Андроника, апостола седамдесеторице”  почетком 870. године. Већина историчара поистовјећује сједиште Светог Андроника са Сирмијумом (код Сремске Митровице), али ниједан примарни извор не повезује Сирмијум са апостолом. Уколико је Методијев пријесто био идентичан са Сирмијумом, његово именовање показује да је папа желио да ојача своју власт у западним областима Балкана, јер је Сирмијум био средиште цркве у дијецези Илирик у Римском царству. Почетком 870-их, папска преписка је Методија помињала као епископа или архиепископа — „епископ којег је послала Апостолска столица” или „архиепископ панонски, апостолски легат”, без навођења његовог пријестола. Методије је постављен за архиепископа, али ниједан епископ суфраган није посвећен да служи под њим. То није био преседан: Свети Бонифатије је на сличан начин постао „архиепископ провинције Германије” 732. године.
Методијево рукоположење за епископа у Риму забиљежено је у словенским изворима (укључујући његове Житије и Енкомиј Ћирилу и Методију), али се не помиње у документима папе Хадријана. Историчар Мадалена Бети тврди да недостатак римских извора имплицира да су преговори о Методијевом именовању између Свете столице и Коцеља вођени повјерљиво, јер папа није желио да дође у сукоб са краљем Источне Франачке Лудвигом, који је покушавао да потврди своју власт над сусједним словенским владарима. Иако је папа удовољио Коцељевом захтјеву, ниједан папски изасланик није пратио Методија назад у Панонију. Методијево рукоположење угрозило је интересе Салцбуршког пријестола, занемарујући њену надлежности Коцељевим земљама. Да би одбранили став Салцбурга, клирици из архиепископије су саставили Conversio Bagoariorum et Carantanorum, који је наглашавао улогу мисионара из Салцбурга у покрштавању Баварске, Карантаније и Паноније око 870. године. У документу се Методије спомиње као „извјесни Грк”, а да се не помиње његово постављање за епископа.
Дакле, од времена када су народом источне Паноније, по налогу, почели да управљају епископи салцбуршки, прошло је седамдесет пет године до данашњег времена, током којих ниједан епископ, ма из ког мјеста, није имао црквене јурисдикције у том крају осим епископа салцбуршког, а ниједан свештеник из било ког другог мјеста није се усудио да тамо слави своју службу више од три мјесеца прије него што је предао своје писмо о наручењу епископу. То се тамо практиковало све док се није појавило ново учење филозофа Методија.— Conversio Bagoariorum et Carantanorum (поглавље XIV)
Прије 14. маја 870, Сватоплук је заробио свог стрица Растислава и предао га Францима. Растислав је осуђен на затвор у Регензбургу, а Франци су заузели његову државу. Житије Методија описују расправу Методија са „свим епископима”. Епископи су га оптуживали да је незаконито дјеловао на њиховој територији. Методије је одбацио те наводе, наводећи да га је папа овластио да дјелује на територији коју су епископи незаконито одузели Светог столици. Епископи су „протјерали Методија у Швабију” и затворили га.
Искористивши побуну, Сватоплук је 871. протјерао франачке трупе из Моравске. Папа Јован VIII, који је наслиједио Хандријана II 14. децембра 872, убрзо је почео да трага за Методијем. Пошто је сазнао за суђење Методију, папа је послао свог легата епископа анконског Павла у Источну Франачку, захтијевајући ослобађање Методија у писмима упућеним Лудвигу и тројици баварских прелата. Папа је осудио архиепископа салцбуршког Адалвина због протјеривања Методија и епископа пасауског Ерманриха због хапшења Методија прије суђења, сугеришући да је Методије био активан на територијама на које су два прелата полагала право. Папа је увидио интердикт њиховим епархијама, забрањујући служење литургије све док је Методије био у заточеништву. Папа Јован VIII је послао писма и Сватоплуку, Коцељу и Мутимиру. У писмима папа помиње Методијеву епархију као „епархију панонску” и изјављује да су три словенске државе укључене у Методијеву епархију. Према Мадалени Бети, ознака „имала мало везе са стварним географским контекстом Методијеве епархије”, папа је само желио да нагласи право Свете столице на тој територији насупрот баварских прелата.
Методије је ослобођен у мају 873. године. Отишао је у Моравску, јер је папа Јован VIII тражио од Сватоплука да брани његове интересе. Отприлике у исто вријеме, папа је наложио Методију да прочита посланицу и јеванђеље на латинском или грчком прије него што их понови на народном језику, али је иначе подржавао употребу словенског језика у литургији. Према Житијама Методијевим, Сватоплук и његови поданици су примили Методија и „повјерили му све цркве и свештенство у свим градовима”. Наредних година, како је наглашено у Житијама Методија, „Морављани су почели да расту и да се множе, а незнабошци да вјерују у истинитог Бога… [и] Покрајина Моравска почела је много више да се шири на све земље и да успјешно побјеђује своје непријатеље”. Ширење Сватоплукове државе допринијело је расту Методијеве епархије. На примјер, Житије Методијеве помињу „веома моћног паганског кнеза” који се „населио на Вислу и почео да се руга хришћанима и да чини зло”, али је Сватоплук упао у његову земљу и натјерао га да се покрсти.
Већина клирика у Сватоплуковој држави, нарочито они који су дошли из Баварске, били су непријатељски настројени према Методију. О њиховој непослушности архиепископу обавијештена је и Света столица. Методија су оптужили за јерес, јер није употреби фразу филиокве („и од Сина”) када је наводио Никејски симбол вјере. Баварски клирици су наговорили Сватоплука да доведе у питање Методијево правовјерје. На Сватоплукову молбу, папа Јован VIII је позвао Методија у Рим, како би одговорио на оптужбе.

### Архиепископија моравска
Методије је почетком 880. брзо убједио папу у правовјерност својих ставова. У јуну 880, папа Јован VIII обавијестио је Сватоплука о потврђивању Методијевог правовјерја у апостолском писму, познатом као Industriae tuae. Папа је такође поново потврдио Методијев положај архиепископа и одредио територију његове јурисдикције, повезујући је са Сватоплуковом државом. Папа је изричито изјавио да сви „свештеници, ђакони или клирици било ког реда, било да су Словени или било који други народ, који живе у границама” Сватоплукове државе, требају да буду „у свему потчињени и послушни” Методију. Такође, наредио је да се литургије служе на латинском за Сватоплука ако он то затражи, али је иначе потврдио ограничену употребу словенског у литургијске сврхе.
Папа у писму није поменуо Епархију панонску, већ је Методија навео као архиепископа „Свете цркве Марабе” (лат. sancta ecclesia Marabensis). Према широко прихваћеној научној теорији, промјена терминологије сугерише да је Света столица овом приликом успоставила територијално дефинисану архиепископију у Моравској (или „Мараби”). Супротно овом гледишту, историчар Имре Боба тврди да се терминологија није мијењала, а да нови наслов „Мараба” само одржава народни облик имена Методијевог пријестола, Сирмијума. Нема непосредних доказа да је Сирмијум икада носио име „Мараба”.
Папа Јован VIII је рукоположио швапског монаха Вихинга за епископа њитринског, наредивши му да буде послушан Методију. У писму, написаном око двадесет година касније, архиепископ салцбуршки Дитмар I и његову суфрагани навели су да је папа Јован VIII рукоположио Вихинга за епископа по Сватоплуковом захтјеву, шаљући новог епископа „новокрштеном народу који је [Сватоплук] побиједио у рату и који је прешао из паганства у хришћанство”. Папа је такође позвао Сватоплука да пошаље „још једног корисног свештеника или ђакона” уз Методијев пристанак у Рим на рукоположење „за епископа у другој цркви, у којој [Сватоплук] види да је потребна епископска брига”. Посљедњи тек показује да је Света столица признала Сватоплуку право да одреди црквену управу над својом државом, дајући му посебну привилегију, без пресједана у другим хришћанским монархијама изван Каролиншког царства.
Папина потврда Методијевог става није окончала његове сукобе са њемачким свештенством. Вихинг је чак покушао да фалсификује документа како би увјерио Сватоплука да га је папа поставио за архиепископа и да је забранио употребу народног језика у литургији. Методије је посјетио Константинопољ 881. године. По повратку 882. посветио се преводу Светог писма. Међутим, његов сукоб за Вихингом се наставио, а Методије је изопштио непослушног суфрагана. Методије је преминуо 6. априла 885, али тек пошто је за свог насљедника предложио моравског ученика Горазда.

### Пад
Непосредно прије или непосредно послије Методијеве смрти Вихинг је отишао у Рим. Убједио је папу Стефана V да је Методије занемарио наредбе папе Јована VIII, наговарајући папу да пошаље нову посланицу Сватоплуку. У свом писму Quia te zelo, папа је забранио словенску литургију, подржао укључивање фразе филиокве у Симбол вјере и изразио своје неодобравање поста суботом, што је била уобичајена пракса у Византијској цркви.
Убрзо по повратку у Моравску, Вихинг је покушао да убиједи Горазда, Климента, Ангеларија и Методијеве друге водеће ученике да прихвате папина наређења. Пошто су одбили да повинују, Вихинг је наредио да се затворе, а касније (прије доласка папског легата) уз Сватоплуково одобрење протјерани су из Моравске. Наум и неки други ученици су продати јеврејским трговцима робљем, који су их купили у Венецији. Међутим, Вихинг никада није постављен за архиепископа. Након сукоба са Сватоплуком између 891. и 893, побјегао је у Источну Франачку, а Моравска црква је остала без епископа.
Сватоплук је преминуо 894. и његова држава је почела да се распада, нарочито након што су се Мађари населили у Карпатском басену око 895. године. Мојмир II, Сватоплуков син, обратио се папи Јовану IX 898. или 899. тражећи да обнови црквену јерархију у Моравској. Папа је пристао и послао своја три легата у Моравску, који су рукоположили једног архиепископа и три епископа суфрагана. Нису забиљежена ни имена четворице прелата, ни њихова сједишта. Баварски прелати — архиепископ салцбуршки Дитмар и његови суфрагани — протествовали су против дјелатности папских легата.

### Примарни извори
- Kantor, Marvin (1983). Medieval Slavic Lives of Saints and Princes (PDF). Ann Arbor: University of Michigan.

### Секундарни извори
- Betti, Maddalena (2013). The Making of Christian Moravia (858-882): Papal Power and Political Reality. Leiden-Boston: Brill. ISBN 9789004260085.
- Boba, Imre (1971). Moravia's History Reconsidered: A Reinterpretation of Medieval Sources. Hague: Martinus Nijhoff. ISBN 9789024750412.
- Bowlus, Charles R. (1995). Franks, Moravians, and Magyars: The Struggle for the Middle Danube, 788-907. Philadelphia: University of Pennsylvania Press. ISBN 9780812232769.
- Curta, Florin (2006). Southeastern Europe in the Middle Ages, 500–1250. Cambridge: Cambridge University Press.
- Kirschbaum, Stanislav J. (1995). A History of Slovakia: The Struggle for Survival (1. изд.). Basingstoke: Macmillan. ISBN 9780333620793.
- Sommer, Petr; Třeštík, Dušan; Žemlička, Josef; Opačić, Zoë (2007). „Bohemia and Moravia”. Christianization and the Rise of Christian Monarchy: Scandinavia, Central Europe and Rus' c.900–1200 (1. изд.). Cambridge: Cambridge University Press. стр. 214—262. ISBN 9781139468367.
- Škvarna, Dušan; Bartl, Július; Čičaj, Viliam; Kohútova, Mária; Letz, Róbert; Segeš, Vladimír (2002). Slovak History: Chronology & Lexicon. Wauconda: Bolchazy-Carducci Publishers. ISBN 9780865164444.
- Vlasto, Alexis P. (1970). The Entry of the Slavs into Christendom: An Introduction to the Medieval History of the Slavs. Cambridge: Cambridge University Press. ISBN 9780521074599.